# Moya
Moya je maleni gradić na otoku Anjouan na Komorima. To je 13. po veličini grad na Komorima i 11. na Anojuanu.